# Saint-Michel-Chef-Chef
Saint-Michel-Chef-Chef är en kommun i departementet Loire-Atlantique i regionen Pays de la Loire i nordvästra Frankrike. Kommunen ligger i kantonen Pornic som tillhör arrondissementet Saint-Nazaire. År 2022 hade Saint-Michel-Chef-Chef 5 520 invånare.

## Befolkningsutveckling
Antalet invånare i kommunen Saint-Michel-Chef-Chef
| Referens: INSEE |